# Christian Lindqvist
Jarl Christian Lindqvist, född 25 december 1949 i Helsingfors, är en finländsk läkare och tandläkare. 
Lindqvist, som är specialist i käk- och oral kirurgi, blev medicine och kirurgie doktor 1979 samt professor i oral och maxillofacial kirurgi vid Helsingfors universitet 1996 och ansvarig överläkare vid kliniken för mun- och käksjukdomar vid Helsingfors universitetscentralsjukhus samma år. Hans vetenskapliga arbeten rör cancer och rekonstruktiv kirurgi i käkområdet, ansiktstraumatologi och cancerepidemiologi.